# Acalolepta fuscosparsuta
Acalolepta fuscosparsuta es una especie de escarabajo longicornio del género Acalolepta, tribu Monochamini, subfamilia Lamiinae. Fue descrita científicamente por Breuning en 1953.
Se distribuye por Papúa Nueva Guinea. Mide aproximadamente 13,5 milímetros de longitud.